# Liste der Kulturdenkmäler in Hennweiler
In der Liste der Kulturdenkmäler in Hennweiler sind alle Kulturdenkmäler der rheinland-pfälzischen Ortsgemeinde Hennweiler aufgeführt. Grundlage ist die Denkmalliste des Landes Rheinland-Pfalz (Stand: 2. August 2023).

## Denkmalzonen
| Bezeichnung                    | Lage                           | Baujahr                            | Beschreibung                                                                               | Bild |
| ------------------------------ | ------------------------------ | ---------------------------------- | ------------------------------------------------------------------------------------------ | ---- |
| Denkmalzone Jüdischer Friedhof | Freiherr-vom-Stein-Straße Lage | zweite Hälfte des 19. Jahrhunderts | Areal mit etwa 30 Grabsteinen, zweite Hälfte des 19. und erste Hälfte des 20. Jahrhunderts | BW   |

## Einzeldenkmäler
| Bezeichnung                    | Lage                                          | Baujahr                            | Beschreibung | Bild                           |
| ------------------------------ | --------------------------------------------- | ---------------------------------- | --- | ------------------------------ |
| Wohnhaus                       | Hahnenbacher Straße 4 Lage                    | 1913                               | ehemalige Schule mit Lehrerwohnungen; teilweise verschiefertes Fachwerk, Heimatstil, bezeichnet 1913, Stadtbaumeister Morgenstern, Kirn | BW                             |
| Evangelische Pfarrkirche       | Hauptstraße Lage                              | zweite Hälfte des 13. Jahrhunderts | ehemals St. Stephan; spätbarocker Saalbau, bezeichnet 1790, Architekt wohl Hofbaumeister Johann Thomas Petri, Kirn, romanischer Chorturm, zweite Hälfte des 13. Jahrhunderts, im Erdgeschoss spätgotische Gewölbe- und Wandmalerei, Turmdach datiert 1474, zwei Glocken von 1428 | weitere Bilder Fotos hochladen |
| Evangelisches Pfarrhaus        | Hauptstraße 19 Lage                           | 1898                               | gotisierender Klinkerbau, Walmdach, 1898; städtebaulicher Blickpunkt | BW                             |
| Hofanlage                      | Obergasse 8 Lage                              | 18. Jahrhundert                    | barockes Einfirsthaus, wohl aus dem 18. Jahrhundert | BW                             |
| Hofanlage                      | Obergasse 24 Lage                             | 1783–85                            | Einfirsthaus, spätbarocker Krüppelwalmdachbau, Fachwerk, wohl von 1783–85 | BW                             |
| Katholische Kirche St. Stephan | Oberhauser Straße Lage                        | 1933/34                            | barockisierender Bruchsteinbau, Heimatschutzstil, 1933/34 | weitere Bilder Fotos hochladen |
| Mausoleum                      | nördlich des Ortes beim Schlößchen Wasem Lage | Anfang des 20. Jahrhunderts        | kleiner quadratischer Bau mit Kuppel, originale Tür, Anfang des 20. Jahrhunderts | BW                             |

## Ehemalige Kulturdenkmäler
| Bezeichnung | Lage              | Baujahr                              | Beschreibung | Bild |
| ----------- | ----------------- | ------------------------------------ | --- | ---- |
| Hofanlage   | Obergasse 12 Lage | 18. oder Anfang des 19. Jahrhunderts | Einfirsthaus, Krüppelwalmdachbau, teilweise Fachwerk, 18. oder Anfang des 19. Jahrhunderts; abgebrochen und aus Denkmalliste gelöscht | BW   |